# Riderai (Bianca Atzei)
Riderai è un singolo della cantante italiana Bianca Atzei, il quarto estratto dal suo primo album Bianco e nero, entrato in rotazione radiofonica il 22 settembre 2015 e reso disponibile per il download digitale due giorni dopo.

## La canzone
La cantante ha presentato così il brano: 
Prodotto e arrangiato da Diego Calvetti, è stato scritto da Fortunato Zampaglione. La versione pubblicata come singolo, denominata "New Version", differisce leggermente da quella presentata nell'album Bianco e nero.

## Video musicale
Bianca Atzei annuncia il 10 settembre 2015 di star lavorando con il regista Gaetano Morbioli, al Lago di Garda, più precisamente al camping La Quercia a Lazise, a un video ufficiale per Riderai, uscito il 24 settembre.

## Formazione
- Bianca Atzei – voce
- Massimo Satta – chitarra elettrica, chitarra acustica, bouzouki
- Ronny Aglietti – basso
- Donald Renda – batteria
- Diego Calvetti – pianoforte, sintetizzatore, programmazione
- Angela Tomei – violino
- Angela Savi – violino
- Claudia Rizzitelli – violino
- Natalia Kuleshova – violino
- Roberta Malavolti – violino
- Sabrina Giuliani – viola
- Valentina Rebaudengo – viola
- Elisabetta Sciotti – violoncello
- Laura Gorkoff – violoncello

## Classifiche
| Classifica (2015) | Posizione massima |
| ----------------- | ----------------- |
| Italia (airplay)  | 58                |